# Pettyes kakukk
A pettyes kakukk vagy szajkókakukk (Clamator glandarius) a madarak osztályának kakukkalakúak (Cuculiformes) rendjébe, ezen belül a kakukkfélék (Cuculidae) családjába tartozó faj.

## Rendszerezése
A fajt Carl von Linné svéd természettudós írta le 1758-ban, a Cuculus nembe Cuculus glandarius néven.

## Előfordulása
Európa és Ázsia déli részén és Afrika északi részén honos. Telelni Afrika Szahara alatti területeire vonul. Természetes élőhelyei a mediterrán típusú cserjések, szubtrópusi vagy trópusi gyepek, szavannák és cserjések, valamint szántóföldek.

### Kárpát-medencei előfordulása
Magyarországon nagyon ritka alkalmi vendég. Első bizonyított hazai előfordulását 2005 májusából, Balmazújvárosról publikálták.

## Megjelenése
Testhossza 39 centiméter, szárnyfesztávolsága 58-66 centiméter, testtömege 140-170 gramm. Valamivel nagyobb testalkatú, mint a ismertebb kakukk, de jóval nagyobbnak tűnik kitárt szárnyainak és hosszabb farktollainak köszönhetően. A fején felállítható tollbóbita található. A feje, háta, szárnyai és hosszú farka sötétszürke. Nyaka és hasa alja fehér, pofája sárgás árnyalatú. Szárnyait és hátoldalát fehér pettyezés díszíti. Hosszú farktollai és erős lábai vannak. A két nem nem tér el egymástól méret tekintetében. A fiatal egyedek testén a felső részek és a fejtető inkább feketés árnyalatúak, míg szárnytollaik inkább gesztenyebarna árnyalatú.
|  |

## Életmódja
E madárfaj röpte a szarkák röptéhez hasonló. Kedveli a fákkal borított, de nyitott, tisztásokkal, mezőkkel szabdalt térségeket. Rovarokat, pókokat, kisebb hüllőket, valamint szőrös hernyókat fogyaszt, melyeket rajta kívül csak kevés madár képes elfogyasztani. Főként nagyobb rovarokkal, sáskákkal és szitakötőkkel táplálkozik.
Hívójele a cser-cser-kri-kri jelekből tevődik össze, melyet gyakran variál.

## Szaporodása
Fészekparazita, tojásait általában varjúfélék, varjú, szarka vagy kék szarka fészkébe rakja. Minden fészekbe csak egyet, a kakukkfióka 12-15 nap múlva már kikel, a gazdamadár fiókája csak később. A kakukkal ellentétben sem a tojó, sem, pedig a kikelt fióka nem túrja ki a fészekből a gazdamadarak tojásait, ugyanakkor a szülők később kikelő fiókái gyorsan háttérbe szorulnak az élelemért folytatott verseny során és ez okozza vesztüket. Ragadozók felbukkanása esetén a ragadozókat elriasztó szaganyagot bocsátanak ki a pettyes kakukkok fiókái, mely megvédi őket és a fészekben tartózkodó többi fiókát a támadástól. A kormos varjú (Corvus corone corone) fiókái nagyobb eséllyel maradnak életben, ha pettyes kakukkokkal osztoznak a fészken. A ragadozó madarak és a házi macskák kisebb eséllyel támadják meg azokat a varjúfészkeket, amelyekben pettyes kakukkok fiókái is megtalálhatóak. Ennek ellenére a varjúfiókák csak akkor húznak hasznot a pettyes kakukkfiókák jelenlétéből, amikor a ragadozók aktívan támadják a környéket élelem után kutatva.
|  |

## Természetvédelmi helyzete
Az elterjedési területe rendkívül nagy, egyedszáma is nagyon nagy és stabil. A Természetvédelmi Világszövetség Vörös listáján nem fenyegetett fajként szerepel.